# Nizhnelomovsky (huyện)
Huyện Nizhnelomovsky (tiếng Nga: ? райо́н) là một huyện hành chính tự quản (raion), của Tỉnh Penza, Nga. Huyện có diện tích 1714 km², dân số thời điểm ngày 1 tháng 1 năm 2000 là 50000 người. Trung tâm của huyện đóng ở Nizhniy Lomov.